# Chulaebene

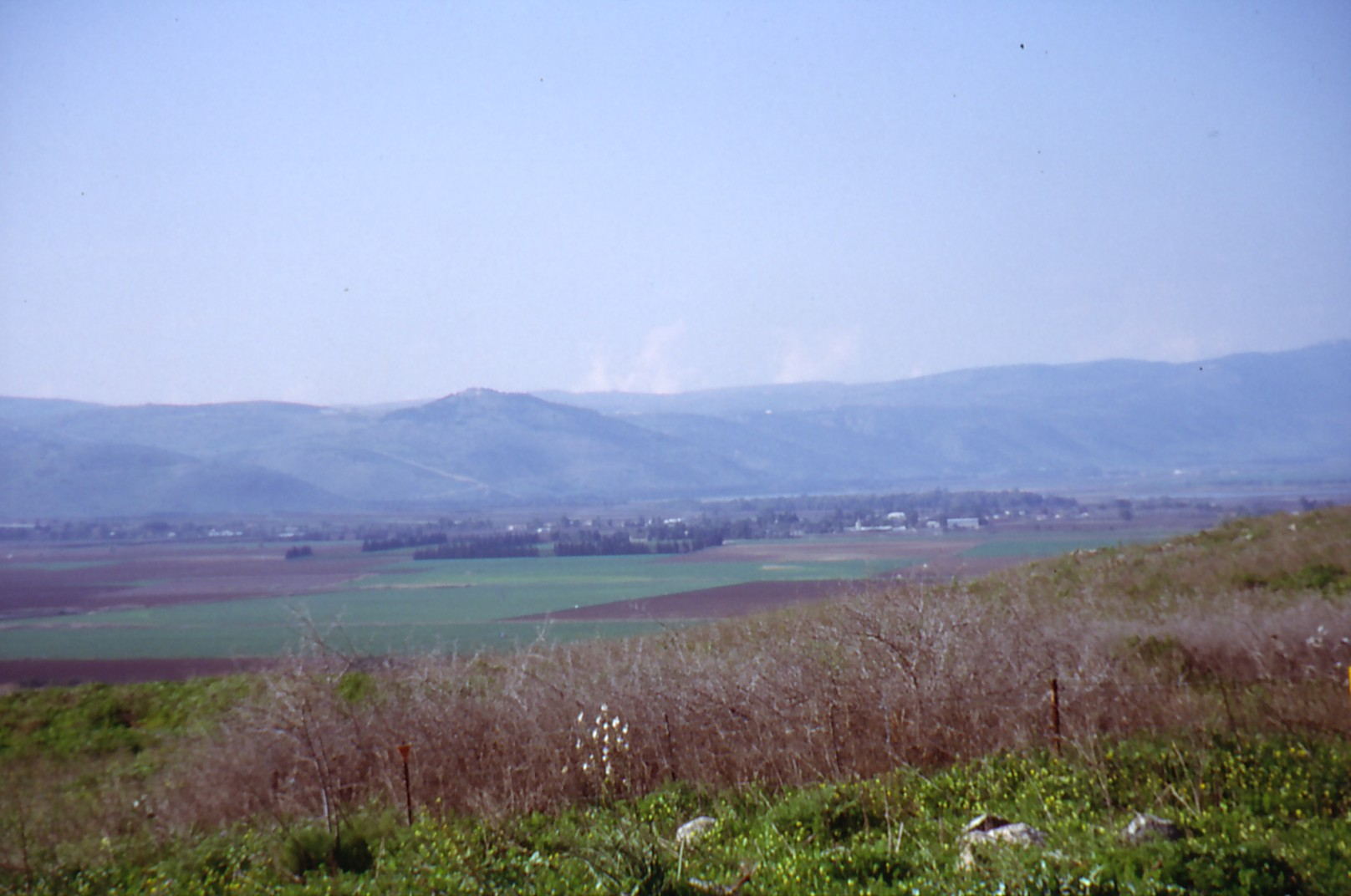
Chulaebene, Blick vom Golan

Die Chulaebene (hebräisch עֵמֶק הַחוּלָה ʿEmeq haChūlah, deutsch ‚Chulatal‘; arabisch سهل الحولة, DMG Sahl al-Ḥūla ‚Hula-Ebene‘; im Deutschen auch Hulaebene, Huleebene, Chulatal  oder Hulatal) ist eine Ebene in Galiläa in Nordisrael am Fuß der Golanhöhen, die in den 1950er Jahren durch die Trockenlegung des Chula-Sees entstand. In den 1990er Jahren wurde ein Teil der Ebene wieder in einen See und in Marschland umgewandelt.

## Geographie
Die Chulaebene ist die am weitesten nördlich gelegene Ebene Israels unweit der libanesischen Grenze. Flankiert von den libanesischen Bergen auf der West- und den Golanhöhen auf der Ostseite erstreckt sich das Becken von Dan bis zum Tel Chatzor nördlich von Rosch Pina. In Nord-Süd-Richtung misst das Tal etwa 25 Kilometer, die Breite beträgt bis zu knapp zehn Kilometer. Bei einer Fläche von etwa 180 Quadratkilometern liegt die durchschnittliche Höhe des Tals bei 80 m.
Das Klima ist im Sommer sehr heiß und trocken, im Winter ist es dagegen kühl mit häufigen Nachtfrösten.
Im nördlichen Teil des Tales entsteht durch den Zusammenfluss seiner drei Quellflüsse Banyas, Dan und Hasbani der Jordan, ehe er die Chulaebene in Südrichtung durchfließt.

## Geschichte

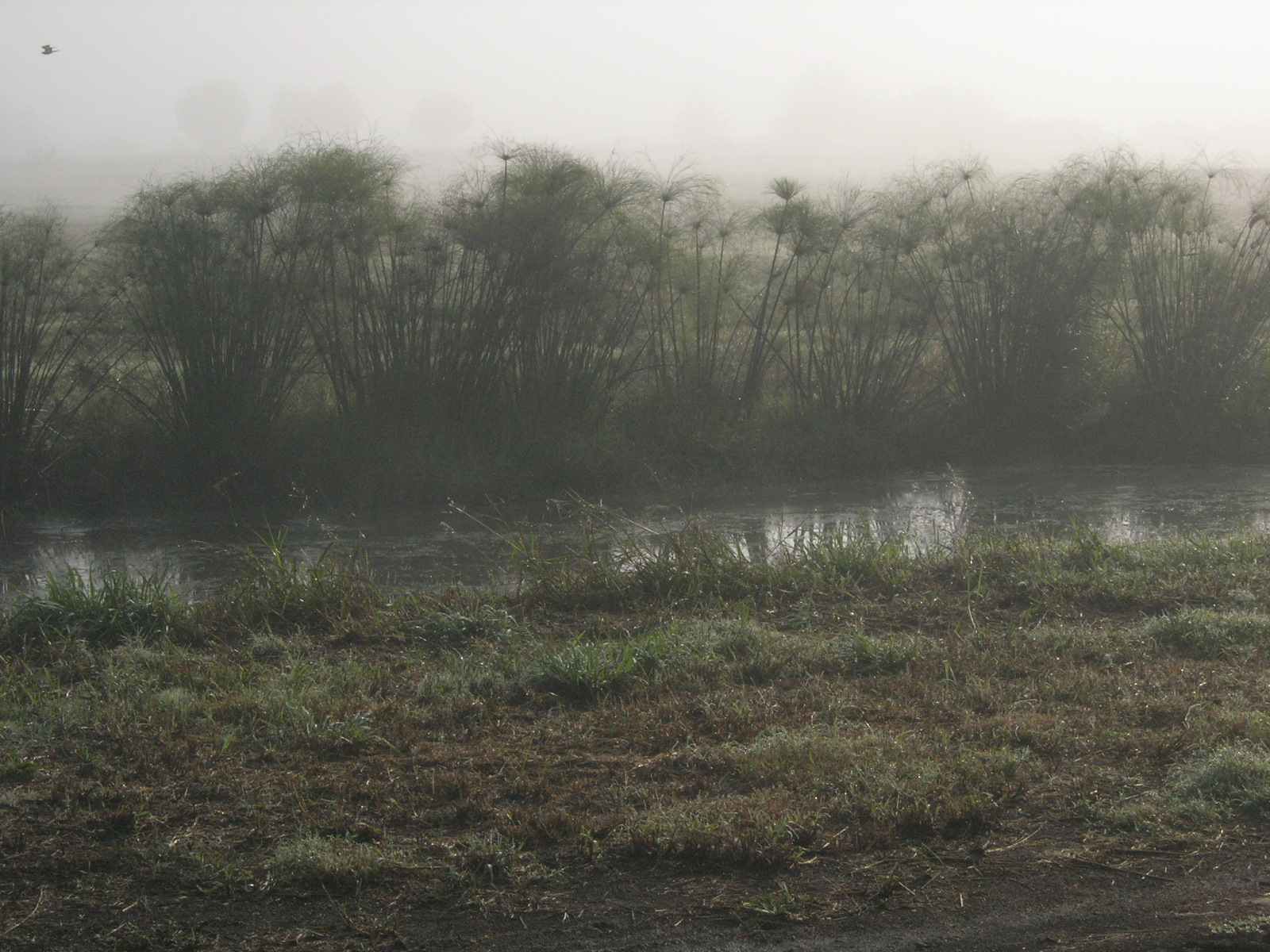
Papyrusstauden an einem Gewässer

Die Chulaebene entstand geologisch durch einen Vulkanausbruch in vorgeschichtlicher Zeit, der das Südende des Tales versperrte und dadurch den Chulasee (auch Hulasee oder Samachonitis-See nach altgr. Σεμεχωνίτις) aufstaute, dessen Wasserspiegel 100 m über dem heutigen Talboden lag. Im Laufe der Zeit grub sich der Jordan eine Schlucht durch diese Sperre – der Wasserspiegel des Sees senkte sich, bis im Wesentlichen nur noch ein Sumpf übrigblieb, in dem auch die nördlichsten Papyrusvorkommen der Erde wuchsen.
In der Antike bestanden am Rand der Chulaebene einzelne Siedlungen; die bekannteste war Caesarea Philippi am Fuß des Chermon. Am Westrand der Ebene verlief die Via Maris. Die Siedlungen Hazor (heute Tel Chatzor) und Dan (Tel Dan) hatten schon davor durch ihre Lage am Rand der Ebene wichtige Straßen kontrollieren und dadurch an Bedeutung gewinnen können. In der Bibel wird die Gegend als „Wasser von Merom“ bezeichnet (Jos 11,5, 7 ).
Auch in späteren Jahrhunderten bestanden kaum Siedlungen. Das Gebiet versumpfte durch menschliches Eingreifen nach dem Ende der Kreuzfahrerzeit sogar wieder stärker und war daher lange Zeit fast menschenleer; in den Sümpfen hielt sich die Malaria.
Viele Entwässerungsversuche scheiterten. So ließ z. B. Ibrahim Pascha nach der Eroberung des Gebiets um 1835 Felsen am Südende des Tales sprengen, damit der Jordan besser abfließen konnte. Die Trockenlegung des Gebiets gelang allerdings nicht; nur wenige Siedler konnten sich halten.
Die nächsten gezielten Entwässerungsversuche wurden Ende des 19. Jahrhunderts von jüdischen Einwanderern mit der Unterstützung von Baron Edmond de Rothschild unternommen. Größere Trockenlegungen gab es seit dem Erwerb des Gebiets durch den Jüdischen Nationalfonds im Jahr 1934; aber erst nach der israelischen Staatsgründung 1948 wurden die Sümpfe zwischen 1951 und 1958 größtenteils trockengelegt; damit wurden die Böden für die Landwirtschaft nutzbar. Reste der Sümpfe bestehen jedoch bis heute und sind inzwischen Naturschutzgebiete.
Vor dem Sechstagekrieg wurden die Siedlungen in der Ebene wiederholt von den Hängen des deutlich höheren Golans beschossen, ebenso wie israelische Fischer am See Genezareth. Seit dem Ende des Krieges befinden sich die Golanhöhen in israelischer Hand und die Nutzung der Chulaebene sowie des See Genezareth ist unbedenklich.

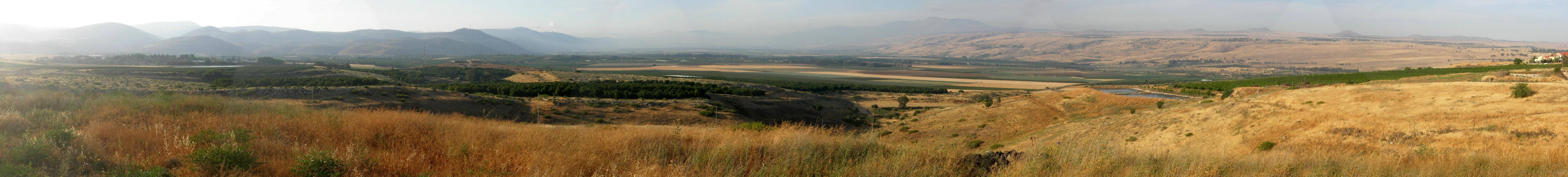
Blick von Süden auf die Chulaebene

## Besiedlung und wirtschaftliche Nutzung
Im Bereich der Chulaebene besteht eine ganze Reihe landwirtschaftlicher Siedlungen (Kibbuzim und Moschawim), die seit den 1940er Jahren entstanden. Durch den fruchtbaren Boden und den Wasserreichtum ist eine intensive landwirtschaftliche Nutzung möglich; das Becken gehört zu den fruchtbarsten Landstrichen Israels. Angebaut werden u. a. Obst und Baumwolle, eine wichtige Rolle spielt auch die Fischzucht. Auch der Tourismus spielt in der landschaftlich reizvollen Ebene eine wichtige Rolle.
Städtische Siedlungen gibt es im Bereich der Chulaebene kaum. Die einzige größere Stadt ist Kirjat Schmona am nordwestlichen Rand der Ebene, am Südrand liegen mit Rosch Pina und Chatzor haGlilit zwei kleinere Städte.

## Ökologische Bedeutung
Die Chulaebene ist ein wichtiger Rast- und Ruheplatz für viele Zugvögel, die das Mittelmeer über die Länder an seinem Ostufer umfliegen. In verbleibenden Naturschutzgebieten finden die Vögel ungestörte Ruheplätze und ausreichend Nahrung auf ihrem Weg.
Der Wasserreichtum des Gebiets ermöglicht darüber hinaus eine reiche einheimische Fauna und Flora. Im Chula-Naturschutzgebiet leben neben Wasservögeln auch Wasserbüffel und Wildkatzen. Um die Natur zu schützen, wurden außerdem weitere Naturschutzgebiete, u. a. am Banyas und am Dan, angelegt.

## Naturreservat haChula

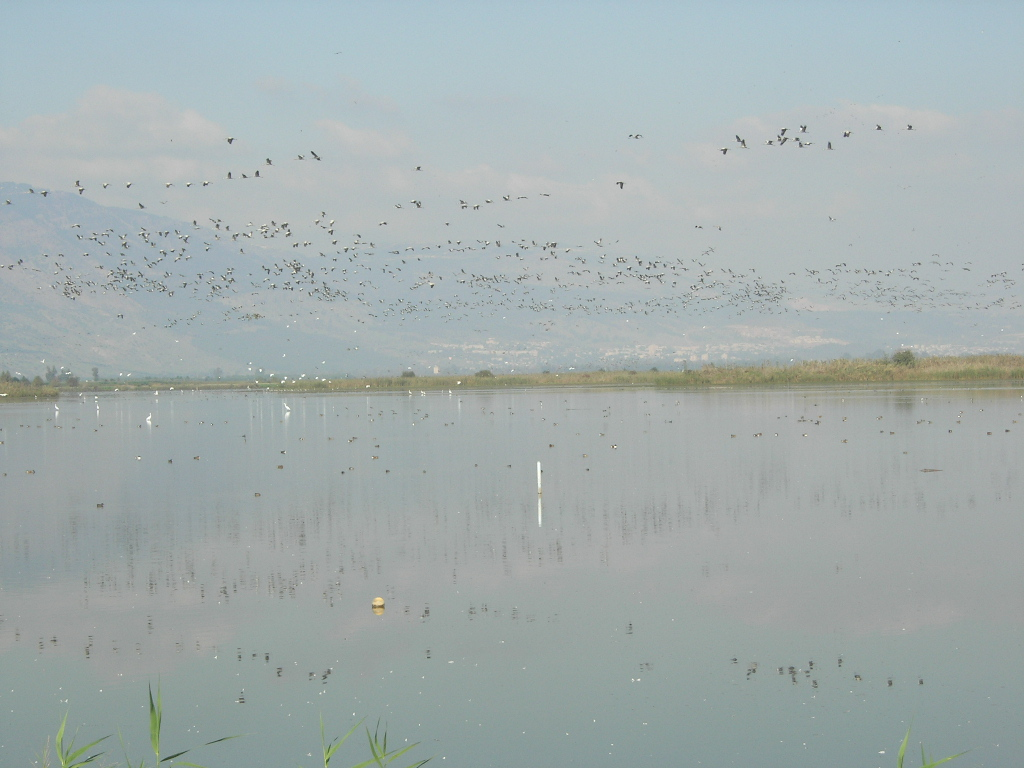
Kraniche über dem Chulasee

Ein Gebiet um den Chulasee (Agamon) zwischen den Orten Merkaz Kach, Gonen und Chulata ist von der INPA als Naturschutzgebiet haChula (hebräisch הַחוּלָה) mit Naturlehrpfad, Picknickplätzen und Zeltplatz angelegt. Das 1964 gegründete Reservat ist das erste Naturreservat in Israel. Im Reservat ist die ursprüngliche, sumpfige Landschaft des Chulatals weitestgehend erhalten geblieben. Von den Wegen und vom mitten im Reservat errichteten Aussichtsturm lassen sich die zahlreichen Wasser- und Zugvögel wie Kormorane, Kraniche, Pelikane, Reiher und Störche, aber auch Biberratten, Wasserbüffel, Wildkatzen und Wildschweine beobachten.
2011 entdeckte ein Mitarbeiter der Israelischen Park- und Naturbehörde ein Exemplar des rund 50 Jahre lang für ausgestorben gehaltenen Israelischen Scheibenzünglers. Der Froschlurch kommt endemisch nur in diesem Tal vor und erwies sich bei seiner weiteren Erforschung außerdem als „lebendes Fossil“ ohne nahe verwandte Arten unter den heute existierenden Amphibien. Inzwischen geht man bei der Population von einigen hundert adulten Exemplaren aus.